# Мотидзуки, Сигэёси
Сигэёси Мотидзуки (яп. 望月 重良 Мотидзуки Сигэёси, род. 9 июля 1973 года, Сидзуока) — японский футболист, полузащитник.

## Карьера
На протяжении своей футбольной карьеры выступал за клубы «Нагоя Грампус Эйт», «Киото Пёрпл Санга», «Виссел Кобе», «ДЖЕФ Юнайтед Итихара», «Вегалта Сэндай», «Иокогама».

## Национальная сборная
С 1997 по 2001 год сыграл за национальную сборную Японии 15 матчей, в которых забил 1 гол. Также участвовал в Кубке Азии 2000 года.

## Достижения
Япония
- Кубка Азии: 2000

«Нагоя Грампус»
- Кубок Императора: 1999

## Статистика за сборную
| Сборная Японии | Сборная Японии | Сборная Японии |
| Год            | Матчи          | Голы           |
| -------------- | -------------- | -------------- |
| 1997           | 2              | 0              |
| 1998           | 1              | 0              |
| 1999           | 2              | 0              |
| 2000           | 9              | 1              |
| 2001           | 1              | 0              |
| Итого          | 15             | 1              |